# LOVELY QUEST
『LOVELY QUEST』（ラブリークエスト）は、2012年9月28日にHOOKSOFTより発売されたアダルトゲームである。初回限定特典は3つのアイテムが同梱。
PlayStation Portable版『LOVELY QUEST -Unlimited-』がGNソフトウェアから発売予定だったが、対応機種をPlayStation Vitaに変更して2014年3月27日に発売された。
「純愛探求。頬を赤らめた女の子はかわいい！」をテーマに、純愛自体について考えられるように制作が進められた。

## あらすじ
男子校と女子校が合併してできた天ノ戸河学園では、人目をはばからぬ恋愛が多発していた。
学校側は、不純異性交遊を取り締まり、ちゃんとした恋愛を進めるべく、ラブリースマイル委員会を立ち上げた。
その委員会の唯一のメンバーとなった桜庭善一は、理事長からの要望や学生たちの意見を基に、学園の少女たちと協力して、「純愛」の定義を探し出していった。

## 登場人物
※声はPC版 / PS Vita版の順。

### メインキャラクター
桜庭 善一（さくらば ぜんいち）
本作の主人公。妹と二人暮らし。料理は羽美に作ってもらっている。趣味は盆栽いじり、好物は煎餅と年寄りじみている。自覚なしのシスコンで水穂の恋愛関連には口を出すほど。両親揃って外国へ渡っており、教師をやっている。そのせいか様々な教科に精通しており、歴史関連に強いが英語は苦手。
理事長からのお願い(?)で「何が純愛か」の質問に答えるラブリースマイル活動(通称:ラブスマ)の被験者になることに。活動には善一の他に瑚乃瀬羽美、桜庭水穂、アイノ＝テア＝クーヴルール、八乙女いろは、仁科綾花が参加し、目安箱に寄せられた質問に彼女らの中から一人選び体験するのでやっかみを受ける事も。
桜庭 水穂（さくらば みなほ）
声 - 森谷実園 / 吉田真弓
誕生日 - 10月24日 / 血液型 - o型
身長：152cm、スリーサイズ：B80/ W51/ H79
善一の実妹。勉学は優秀で、学園では憧れとされることが多いが、家では兄に対するブラコンっぷりを発揮し、少々だらしなくなる。羽美とも幼馴染で「羽美ちゃん」と呼んでいる。人前だと善一を「お兄さん」（二人きりの場合は「お兄ちゃん」）、羽美を「羽美お姉さん」と呼ぶ。
善一が他のヒロインらとラブスマ活動をしていると焼きもちを妬く事も。
瑚乃瀬 羽美（このせ はみ）
声 - 星咲イリア / 咲乃藍里
誕生日 - 9月16日 / 血液型 - A型
身長：155cm、スリーサイズ：B87/ W56/ H85
善一の幼馴染。自宅は善一の家の隣。両親が不在の桜庭にご飯を作りに行っている。
善一に好意を寄せている。善一は鈍く気づいていないが周囲は気付いているため見守られている。恥ずかしい事があると赤面しパニックになる事も。いろはとは親友で交流もあるが善一のことでからかわれたりいじられたりしている。勉強が苦手でテストの成績も芳しくない。
アイノ＝テア＝クーヴルール
声 - 雪都さお梨 / 深田愛衣
誕生日 - 1月20日 / 血液型 - A型
身長：144cm、スリーサイズ：B72/ W47/ H75
いろはの家にホームステイ中の留学生。日本のテレビ番組がお気に入り。愛称はアイノ。学園近くの公園で迷子になっているところを善一と羽美に保護されている。げんきいっぱいで振り回される事も。
外国出身だからか抱きつくなどの事に抵抗は持っておらず、むしろ挨拶的なものだと考えてしている。しかし、相手が善一と想像すると恥ずかしくなる。
八乙女 いろは（やおとめ いろは）
声 - 豊足恵名 / 清水愛
誕生日 - 5月2日 / 血液型 - AB型
身長：153cm、スリーサイズ：B83/ W53/ H80
羽美の同級生。家が和風の屋敷であるせいか、かんざしをつけていることが多く、私服も和服である。好物は串焼き団子。実はカナヅチで人前では泳ごうとしない。
つかみどころがない性格だが、彼女なりの恋愛観を持っている。善一や羽美らを独自のあだ名で呼んでいる。
あだ名 善一（さくらん）、水穂（みーな）、羽美（はっちゃん）、アイノ（アイっち）、はつね（はっつ）、孝（犬）
仁科 綾花（にしな あやか）
声 - 水霧けいと / （同左）
誕生日 - 11月17日 / 血液型 - A型
身長：164cm、スリーサイズ：B91/ W57/ H89
天ノ戸河学園生徒会副会長。成績優秀、運動神経抜群の才色兼備で学園生徒の憧れの的。理事長が生徒会に秘密裏に推し進めたラブスマ活動を監視するために参加する事に。付属時代の羽美の部活（料理部）の先輩。今でも仲が良い。
年上らしく余裕のある態度を取ろうとするが、むしろそれが裏目に出て可愛らしい姿を善一に見られて恥ずかしいと思っている。

### サブキャラクター
八乙女 はつね（やおとめ はつね）
声 - 野々村紗夜 / 小林みい
誕生日 - 4月22日 / 血液型 - AB型
身長：154cm、スリーサイズ：B82()/W57/H81
いろはの実妹で、笑顔を絶やさない人物。水穂とは親友でクラスメイト。家では普段から着物を着用している。ヒロインの誰か一人を攻略した後に攻略できる。
藤井 柚菜（ふじい ゆずな）
声 - 榛名れん / 神保巴
身長：159cm、スリーサイズ：B73()/W54/H80
天ノ戸河学園生徒会会長。
責任感が強いが、失敗してはへこむことが多く、よく親友である綾花に慰めてもらう。
荻山 鈴乃（おぎやま すずの）
声 - 柚木サチ / 近藤祐記
身長：153cm、スリーサイズ：B83()/W57/H84
善一の同級生。ファミレスでバイトしている。羽美が善一に想いを寄せている事を知っており時折からかう事も。羽美同様、勉強が苦手。孝を毛嫌いしており飼い犬と呼んでいる。
犬飼 孝（いぬかい たかし）
声 - 門倉宗一 / 宮脇税
身長：178cm
善一の付属時代からの悪友。成績は優秀だが、飼い猫のヴィクトリアやペットの事になると気が済むまでずっと語る悪癖を持っているため迷惑がられている。人間の女の子には興味がないと公言しているため女子らには引かれている。
芹沢 紗希（せりざわ さき）
声 - ：白州妙 / 葵かな子
身長：161cm、スリーサイズ：B84()/W58/H82
善一らの担任。昔はヤンキーだったと噂がある。ちゃん付けで呼ばれる事が多い。言う事を聞かないとドスの利いた一言で周囲が一変した態度をとる事も。
理事長（りじちょう）
声 - 西乃ころね / 西野ゆみこ
ラブリースマイル委員会を立ち上げた張本人。天ノ戸河学園理事長であり羽美の祖母。善一らの祖父母とも付き合いが長く、家族同然の付き合いをしている。善一と羽美に「早く孫の顔を見たい」と言ってはからかったりする。何か悪だくみをしていると怪しい笑みを浮かべる。

## 用語
ラブリースマイル委員会（らぶりーすまいるいいんかい）
何が純愛で何が不純か決めるために発足された委員会。理事長直属になっており生徒会には発足後に通達された。メンバーは桜庭善一の他に瑚乃瀬羽美、桜庭水穂、アイノ＝テア＝クーヴルール、八乙女いろは、仁科綾花。
ラブリースマイル活動（らぶりーすまいるかつどう）
理事長が出したお題か設置された目安箱からくじ引きの要領で1つ選び、書かれた内容を検証する活動。基本的にパートナーに選ばれたヒロインと組んで恋愛を体験する。内容によっては恥ずかしいものまであり、種類は様々。実際に検証し、パートナーに選ばれたヒロインがレポートを提出し、理事長が純愛か不純かの判断を下す。純愛と認められれば問題ないが、不純と決定したものは学園内でのその行為を禁止される。

## スタッフ
- 原作：HOOKSOFT
- 原画
  - らっこ
  - 桜はんぺん
- シナリオ
  - モーリー
  - 瀬尾順
  - 時野つばき
- 音楽：Sound Studio B
- グラフィックチーフ真海
- 編集：黒木ノア、VII
- 広報：伊藤直子
- ディレクター：山根呂兵
- プロデューサー：亜佐実晶
- エグゼクティブプロデューサー：kei

## 主題歌
- オープニングテーマ『Pure Love, True Love』
歌：中恵光城
作詞：澄田まお
作曲・編曲：Meis Clauson
- エンディングテーマ『Love you…』
歌：Ceui
作詞：澄田まお
作曲・編曲：ぺさま
- PS Vita版オープニングテーマ『LOVELY SMILE』（LOVELY QUEST -Unlimited-)
歌：eufonius
作詞：riya
作曲・編曲：菊地創